# 7 Camelopardalis
7 Camelopardalis (kurz 7 Cam) ist ein dem bloßen Auge als lichtschwach erscheinender Mehrfachstern im Sternbild Giraffe (lateinisch Camelopardalis), der mit einer scheinbaren Gesamthelligkeit von 4,43m am Nachthimmel leuchtet. Die Entfernung der 4,49m hellen Hauptkomponente 7 Cam A zur Erde beträgt nach im Dezember 2020 veröffentlichten Auswertungen der Messergebnisse der Raumsonde Gaia etwa 348 Lichtjahre.
Der Hauptstern 7 Cam A des Mehrfachsystems ist ein spektroskopischer Doppelstern mit einer Umlaufzeit von 3,88 Tagen und einer geringfügigen Exzentrizität des Orbits. Die sichtbare, leuchtkräftigere Komponente dieses Paars ist ein 4,49m heller, weißer Hauptreihenstern der Spektralklasse A1. Er besitzt etwa 3,2 Sonnenmassen und die 220-fache Sonnenleuchtkraft.
Die 7,9m helle Komponente 7 Cam B stand im Jahr 2011 am Firmament nur 0,6 Bogensekunden vom Hauptstern entfernt. Zwar wurde für 7 Cam B eine Umlaufperiode von 284 Jahren auf einer stark exzentrischen Bahn (Exzentrizität 0,74) um die Hauptkomponente berechnet, doch kam eine neuere Studie aus dem Jahr 2014 zu dem Ergebnis, dass es sich um einen optischen Doppelstern ohne gravitative Bindung handelt. Die vierte Komponente 7 Cam C, auch UCAC3 288-80042 genannt, besitzt eine scheinbare Helligkeit von 11,3m und befand sich 2012 in einer Winkeldistanz von 25,9 Bogensekunden vom Hauptstern. Nach den Parallaxen-Messungen der Raumsonde Gaia beträgt ihre Entfernung zur Erde 346 Lichtjahre. Da dieser Wert sehr genau mit der für die Hauptkomponente ermittelten Entfernung übereinstimmt, dürfte 7 Cam C gravitativ an sie gebunden sein.